# Remue
Au sens premier, la remue est le mouvement du bétail allant à l'estive (pâturage d'été) dans les Alpes. Au sens dérivé, c'est le lieu où séjournent temporairement les bêtes en route vers l'estive et, par métonymie, un petit bâtiment en bois et démontable, situé à une altitude de 800 à 1 400 m et servant d'étape vers l'alpage.

## Étymologie
« Remue » est un déverbal de « remuer », au sens de « changer d'endroit ».

## La montée à l'estive
Dans son ouvrage sur les alpages dans le pays de Beaufort en Savoie du Moyen Âge au XVIIIe siècle, l'ethnologue Hélène Viallet donne « muande » comme « synonyme de « remue » », terme qu'elle définit comme « Déplacement du troupeau et du personnel de l'alpage, de chalet en chalet vers un nouveau pâturage », le « chalet » étant un « Bâtiment d'alpage, servant d'abri et de lieu de fabrication du fromage ». Elle ajoute que « Chaque montagne peut comprendre jusqu'à une douzaine de remues, avec autant de bâtiments. ».

## Le lieu de séjour temporaire
La remue est une étape, un lieu de séjour temporaire pour les hommes et les animaux en route vers l’alpage.

### Legardet
À côté de chaque remue on pouvait trouver une cabane plus petite et du même modèle, qui servait de caveau à lait et portait le nom de gardet. Les bergers y déposaient le lait après la traite en attendant de l'utiliser. Les gardets étaient construits à proximité d'une source dont l'eau captée baignait les récipients en fer, appelés gerles. Si ces derniers étaient en bois, ils étaient placés sur des banquettes à claires-voies.
À proximité des remues on pouvait aussi trouver une auge rustique creusée dans un tronc d'arbre dans laquelle était déversé le petit-lait issu de la fabrication des fromages d'alpages. Ce petit-lait servait à nourrir des porcs.